# Svenska kvinnliga TV-pionjärer

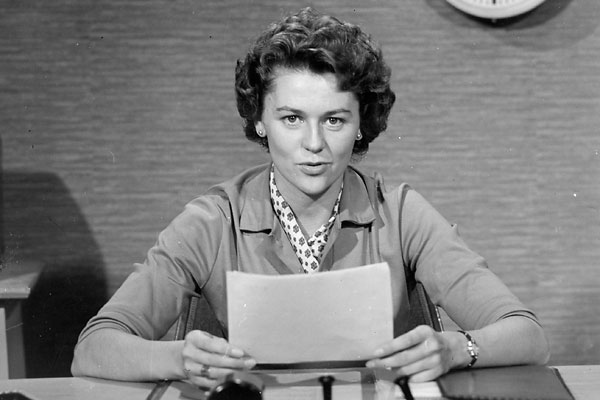
Gun Hägglund var Sveriges första kvinnliga nyhetsuppläsare i TV (foto från 1958).

Svenska kvinnliga TV-pionjärer var bland annat de första kvinnor som anställdes och som fick viktiga roller efter TV:s start i Sverige 1956. Många av dessa kom att bryta sig in på områden inom Sveriges Radio-TV där män dominerade. Andra kvinnor tog plats i nya verksamheter efter att TV-monopolet upphört i slutet av 1980-talet.

## TV 1956–1968 – enkanaltiden

### De första rekryteringarna
I juni 1954 togs beslut om provsändningar med television. I samband därmed presenterade AB Radiotjänst skrivelsen ”PM ang. personal för ev. uttagning till teveutbildning”. I dokumentet föreslogs att två av Radiotjänsts kvinnor skulle tas ut. Barbro Svinhufvud skulle speciellt studera barn- och ungdomsprogram och Ingrid Samuelsson program om hemmet, särskilt konsumentupplysning, barnavård och allmänna hälsoprogram. I oktober 1954 började sedan de första provsändningarna. Inför televisionens andra försöksår 1955/1956 utökades kretsen med två kvinnor: Marianne Anderberg (då Boman), producent och scripta, och Gun Hägglund, sekreterare.

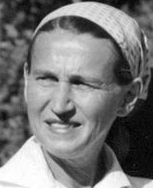
Barbro Svinhufvud blev 1956 en av TV:s första programtjänstemän (foto från 1957).

1956 fastställde styrelsen för Radiotjänst televisionens första organisation genom att anställa 20 programtjänstemän. Av dessa var 9 kvinnor: Barbro Svinhufvud, Ingrid Samuelsson, Karin Falck (då Sohlman), Marianne Anderberg, Jeanette von Heidenstam (då Tham), Lena Fürst, Karin Johansson, Inger Wallgren och Gun Hägglund. Karin Falck, Ingrid Samuelsson, Marianne Anderberg, Lena Fürst och Barbro Svinhufvud hade alla genomgått den första producentkursen 1956 med handledare från BBC i London.
1956 tog riksdagen det formella beslutet att införa television i Sverige. Den 4 september 1956 inledde Radiotjänst reguljära TV-sändningar, vilket brukar ses som televisionens officiella startdatum. 1957 kom TV-verksamheten igång på allvar med sändningar nästan varje dag och Radiotjänst bytte namn till Sveriges Radio. Sveriges TV-historia hade börjat skrivas.

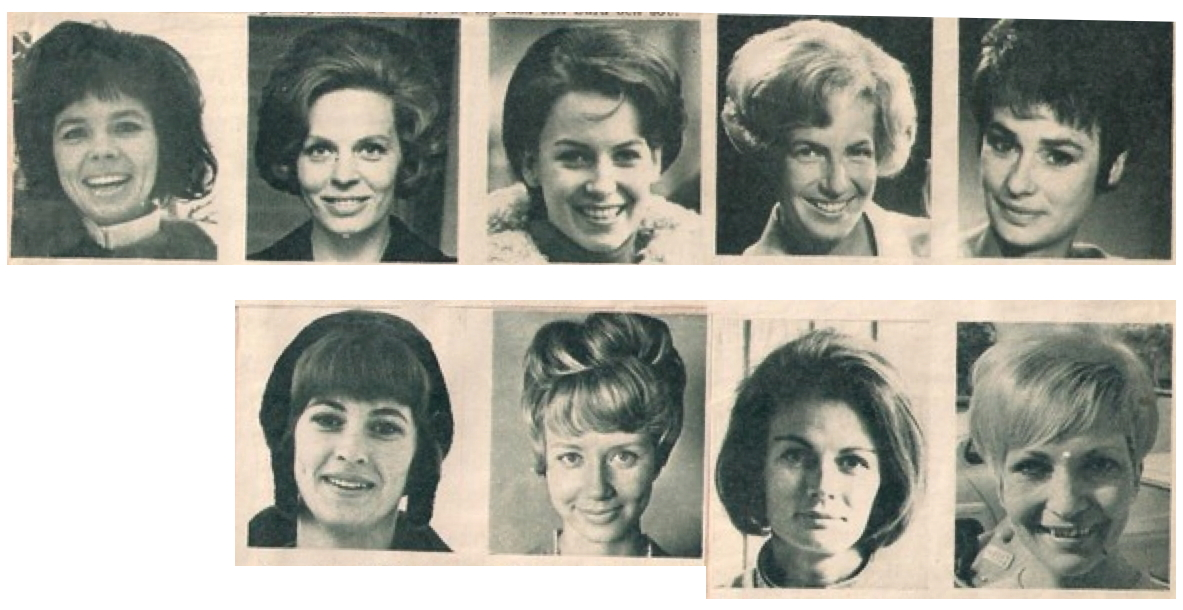
Julens hallåor 1967 (foton från 1967): Marianne Klöfverskjöld, Alicia Lundberg, Catrine Duclos, Maud Husberg, Anita Lindman, Ewa Höckert, Kerstin Hellblom, Inger Egler och Ewonne Winblad.

### TV-hallåan
1957 gjorde Sveriges Radio den första större antagningen av hallåpersonal (programpresentatör). Annonseringen lockade 99 kvinnliga och 73 manliga sökande. Medelåldern var 23,5 år. Av 43 bevarade omdömen för kvinnorna framgår att 17 gällde utseendet som ”snygg, halvsöt, hårburr, smal mun, fågelansikte, parant” och 11 det muntliga framförandet som ”överartikulerad, barnslig intonation, nasal, knarrigt snack, skånska”. Liknande detaljerade omdömen finns inte sparade för de manliga kandidaterna. Inom TV-huset framfördes särskilt de första åren kritik mot att man bland annat lade för stor vikt vid de kvinnliga hallåornas utseende. Bland de första TV-hallåorna återfinns Amelie Appelin, Dagny Eliasson, Jeanette von Heidenstam, Ingrid Mattsson, Ragna Nyblom, Birgitta Sandstedt och Ewonne Winblad.

### Nyhetsredaktionen
I september 1958 hade nyhetsprogrammet Aktuellt premiär. Från början sändes programmet tre gånger i veckan för att 1960 utöka till fem gånger och omsider presenteras dagligen. Redaktionen var liten och bestod först av elva fasta medarbetare, en scripta och två sekreterare. Redan från start återfinns Gun Hägglund som nyhetsuppläsare. Hon blev därmed Sveriges första kvinna på posten. 1960 kom Ingrid Schrewelius till Aktuellt och blev nyhetsprogrammets första kvinnliga reporter. Samma år 1960 började också Jeanette von Heidenstam som nyhetspresentatör. Med undantag för Ingrid Schrewelius var de som rekryterades till redaktionsledningen män, liksom alla reportrar var män. Aktuellt hade emellertid en kvinnlig frilansande utrikesmedarbetare, Gerd Almgren. 1965 började  Clary Jansson som nyhetsuppläsare. Samma år  anställdes  Christina Hansegård vid nyhetsredaktionen; hon hade tidigare arbetat som TV-producent i Malmö. Tio år efter starten var könsfördelningen på Aktuellt fortfarande mycket skev: där arbetade 4 kvinnor och 34 män.

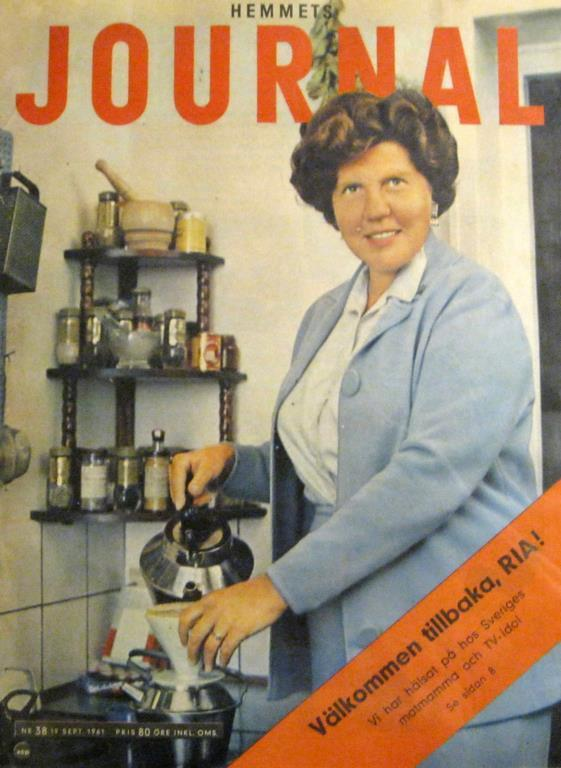
Ria Wägner blev en av våra första TV-kändisar (omslagsbild från 1961).

### Hem- och familjesektionen
Televisionens första decennier kom att domineras av män. Kvinnorna som fanns i organisationen arbetade som sekreterare eller produktionsassistent eller scripta. Däremot hade hem- och familjesektionen, med Ingrid Samuelsson som chef, enbart kvinnor som medarbetare. Där producerades ett eller två program i veckan. I november 1956 började TV-programmet Hemma sändas med Ria Wägner som programledare. Hon arbetade även som TV-producent och blev en av Sveriges första TV-kändisar. Charlotte Reimerson blev föregångare inom konsumentjournalistik och ledde 1958 programmet Vardagseftermiddag som varvades med Hemma. Året efter ersattes det av kvällsprogrammet Familjefönstret. Medan Reimersons program var konsumentupplysande var Wägners mer kulturhistoriskt. Detta enligt Gunilla Marcus-Luboff som producerade bägge programmen.

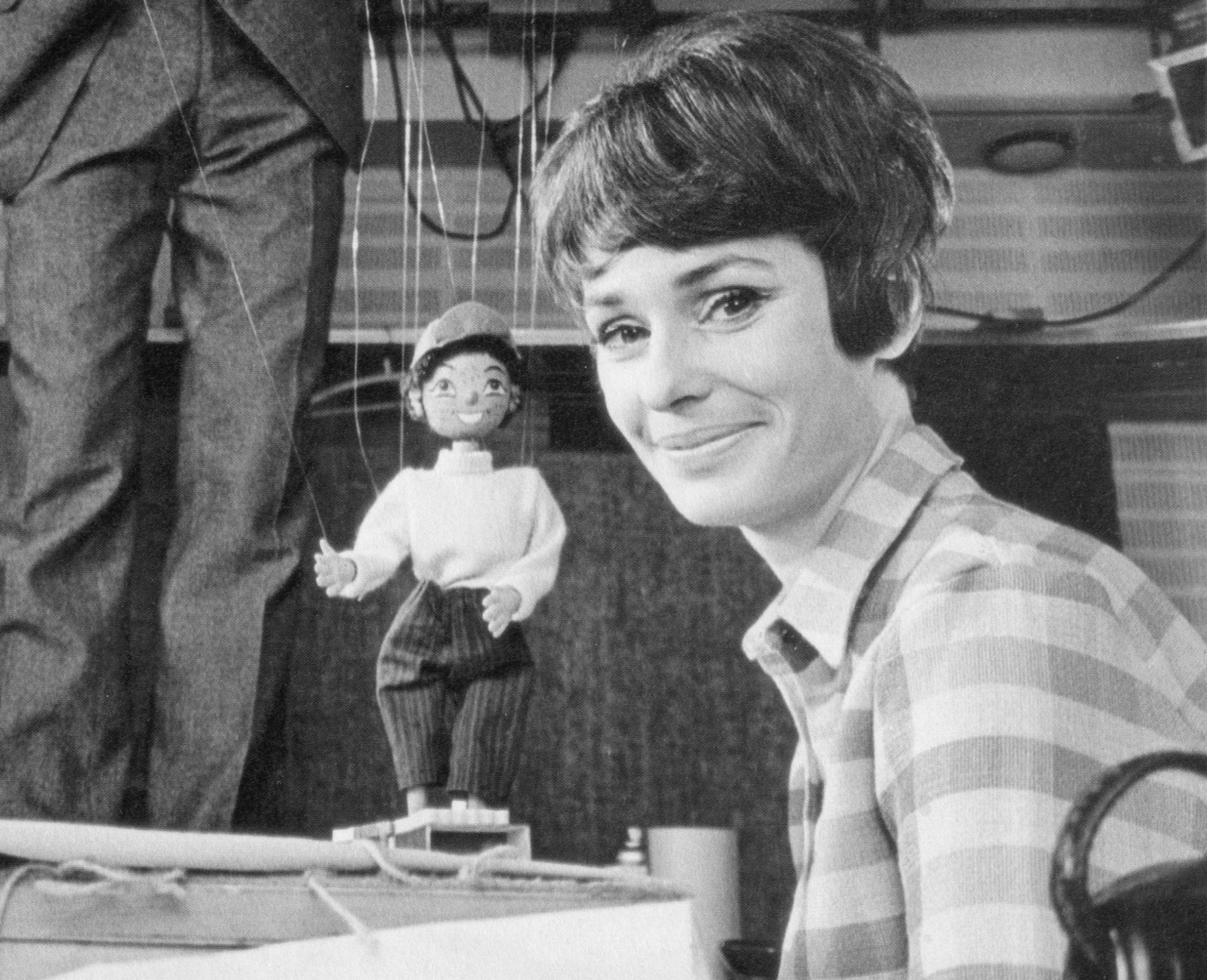
Anita Lindman började som TV-hallåa (foto från 1966).

### Barn- och ungdomssektionen
Även verksamheten för barnprogram dominerades av kvinnor. I början var organisationsformen ganska flytande. Programmen inordnades först i en producentgrupp bestående av Ingrid Edström, Bo Billtén, Bengt Järrel och Olle Gösta Olsson under ledning av Barbro Svinhufvud. År 1963 blev barn- och ungdomssektionen en självständig avdelning. Pionjäråret 1956 presenterades Felindaskolan, som ingick i Ingrid Samuelssons husmorsprogram Hemma. Fingerdockan Felinda, som Brita Schlyter skötte, lärde förskolebarn att pyssla, skriva och rita. 1957 började Inga Tobiasson som programledare för det populära Innan vi lägger oss där hon sjöng och pratade med sina egna barn. Tobiasson var anställd vid televisionen i sex år som programledare och producent.
TV-hallåan Anita Lindman började 1964 göra det populära Anita och Televinken. Som Tant Anita pratade hon med sin marionettdocka. Maud Husberg började som tv-hallåa 1962 och blev känd som Tant Mård när hon presenterade barnprogram. I programserien Malte och Malin från 1967 samtalade hon om hälsa med de två dockfigurerna.
Karin Falck (då Sohlman) var programledare för TV:s första ungdomsmagasin Vi unga (1957–1960) som blev mycket populärt. Dessförinnan hade hon gjort inslag för den ungdomliga publiken i estradprogrammet Lördagsträff (1956).

### Samhällsredaktionen
1963 organiserades en självständig samhällsredaktion (i vilken hem- och familjesektionen inkluderades). Andra kvinnliga medarbetare från och med 1963 till och med i vart fall 1967 var Åsa Holmsen, Maria Olbe, Ingrid Dalunde och från och med 1964 Barbro Salaj, Margareta Wästerstam och Agneta Preber. Producenter under kortare tid från 1963 var bland anda Birgitta Alm, Ingrid Ekeström, Susanne Frennberg, Ulla Holmqvist, Monica Kempe, Bibbi Pramm-Johansson, Elisabeth Silfverstolpe, Stina Thyberg och Lena Wennberg, Medarbetare före 1963 var Gunilla Marcus Luboff (då Bruhner), Karin Himmelstrand, Anna-Lisa Lyberg, Charlotte Reimerson och Ria Wägner. Några av de sistnämnda blev kvar på sektionen för hem och fritid.
Ingrid Dahlberg anställdes 1963, först som scripta och sedan som dokumentärfilmare på samhällsredaktionen med allt större producentansvar, som exempelvis för det omdiskuterade programmet Dokument som innehöll reportage om sociala förhållanden.

### Kulturavdelningen
I slutet av 1950-talet fick Sveriges Radio en särskild kulturavdelning som sedan omorganiserades 1963. I början av 60-talet blev Birgitta Bergmark en av kulturavdelningens producenter. Hon hade kommit till företaget som vikarie 1957. Under åren producerade hon en mängd dokumentärer om historia, kultur samt samhälle hemma och utomlands. 1964 började Tone Bengtsson på kulturavdelningen med uppgift att producera litterära program. Därmed inledde hon ett banbrytande arbete. Tone Bengtsson blev en stark kvinnlig förebild och en av de första kvinnor som blev hög chef inom Sveriges Television. 1964 kom också Sonja Döhre till kulturredaktionen och var kvar inom SVT till sin pension. Hon producerade bland annat programmen Gyllene snittet, Dikt i bild och Berättelser ur bakfickan.

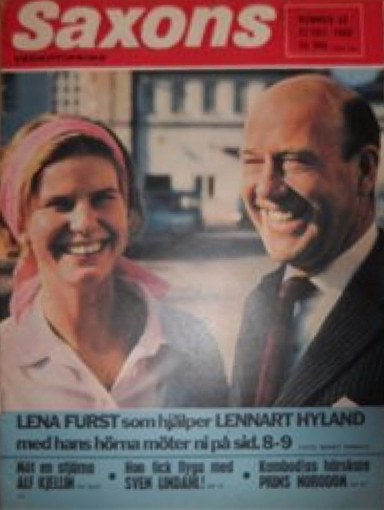
Lena Fürst producerade bland annat Hylands hörna (omslagsbild från 1966).

### Underhållningsavdelningen
Underhållningens betydelse underströks tidigt. Man ville förse publiken med programstoff i såväl avspänningens som spänningens tecken. I enlighet med detta upprättades redan 1960 en underhållningsavdelning. Även här var obalansen uppenbar eftersom företaget organiserats utifrån en konservativ syn på könsroller. Men tre kvinnor gjorde sig tidigt gällande på avdelningen: Karin Falck, portalfiguren bland TV-producenter, Lena Fürst och Birgitta Zachrisson. Under TV:s pionjärår regisserade och producerade Karin Falck programserierna Storstugan (1958–1961) och Antes super show (1963–65) Lena Fürst producerade Hylands hörna under några år på sextiotalet. Birgitta Zachrisson var producent för snabbrevyn Snack (1968), en förövning inför det inflytelserika humorprogrammet Partaj (1969).

### Filmavdelningen
Även filmavdelningen dominerades av manliga medarbetare. Männen svarade för kameraarbetet och produktionen. Däremot var det kvinnor som arbetade som klippare. Märta Friman anställdes redan 1955 som den första. Den enda kvinnan i produktionen från start var Åsa Holmsen. Hon hade arbetat som klippare och regiassistent i filmbranschen och värvades till TV 1956.  Hon blev senare producent på samhällsredaktionen och gjorde en rad dokumentärer med kvinnoperspektiv.

## TV från 1969 – tvåkanaltiden
I december 1969 startade TV 2. Kanalens nyhetsprogram Rapport hade initialt 15 män och 3 kvinnor som medarbetare. Den svaga kvinnorepresentationen och de traditionella könsrollerna bestod alltså huvudsakligen. Av de som antogs till producentutbildningen inför TV 2-starten var 79 procent män. De som uttogs för att bli scriptor var samtliga kvinnor. De flesta skulle senare bli producenter.

### Inbrytningar på manliga områden

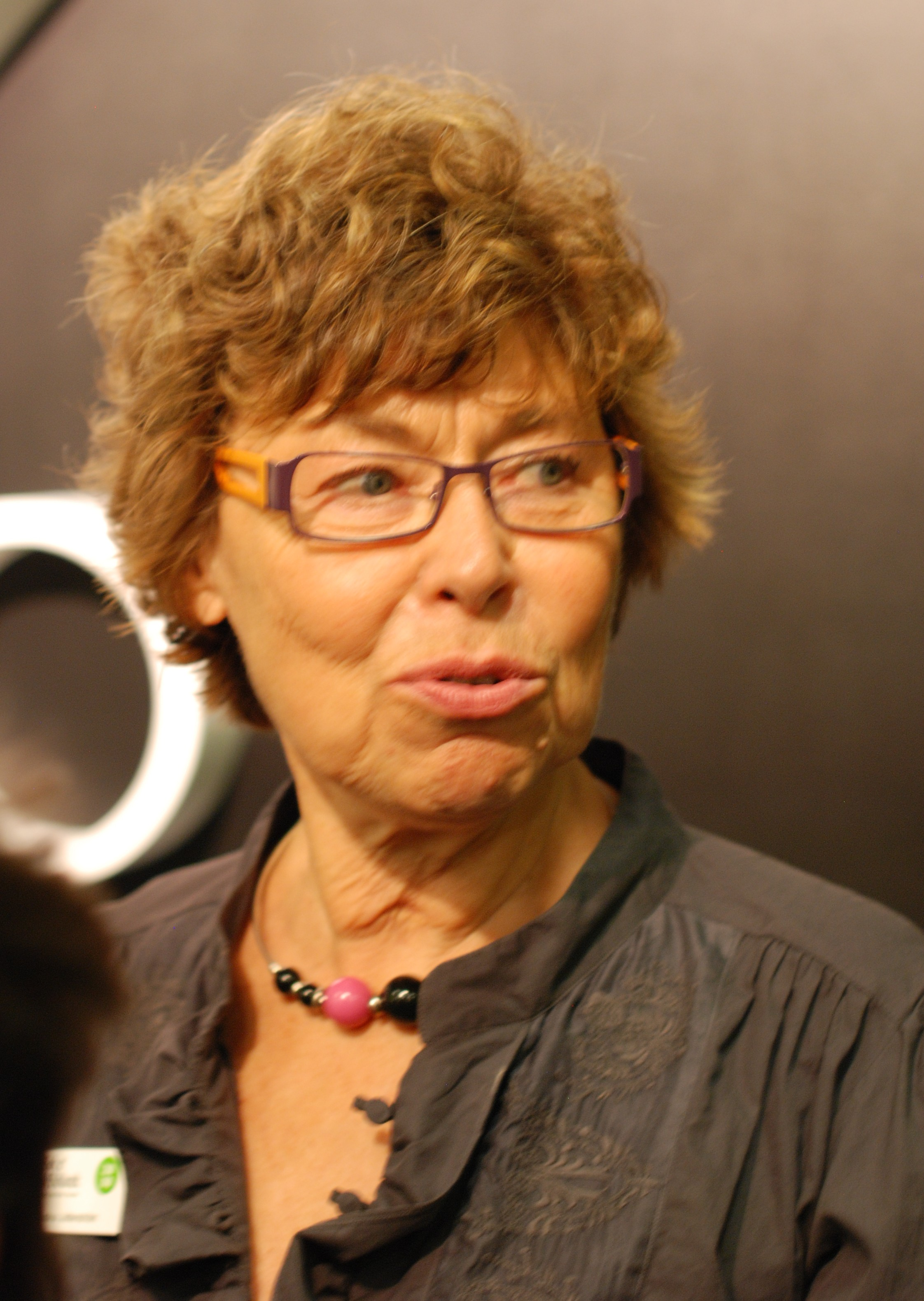
Christina Jutterström blev 1973 Rapports inrikeschef (foto från 2010).

I början av 1970-talet dominerade männen fortfarande nyhetsredaktionerna, men några kvinnor hade börjat arbeta på "manliga" områden som ekonomi, arbetsmarknad, utrikes- och inrikespolitik. Pionjärer som utrikeskorrespondenten Vanna Beckman, de politiska reportrarna Clary Jansson, Christina Jutterström och Pia Brandelius kom att vidga gränserna för kvinnlig TV-journalistik. Under 1980-talet skedde det verkliga genombrottet. Andelen kvinnor bland producenter och reportrar hade då ökat från 27 procent 1975/76 till 41 procent 1989. Under 1990-talet kom uppdelningen i kvinnliga och manliga bevakningsområden i princip att försvinna.
Det dröjde synnerligen länge innan kvinnor tog plats på sportredaktionen. 1970 började Gunn-Britt Ogebjer som producent, men först på 1980-talet började kvinnor anställas på allvar. 1982 blev Ann-Britt Ryd Pettersson den första kvinnliga programledaren. När hon slutade 1985 efterträddes hon av Katarina Hultling. Året dessförinnan hade Pia Erlandsson börjat som journalist på TV-sporten. Kvinnor blev programledare och reportrar men undvek rollen som kommentator. Det dröjde till år 2000 då Åsa Edlund Jönsson som första kvinna kommenterade en ishockeymatch direkt i TV.

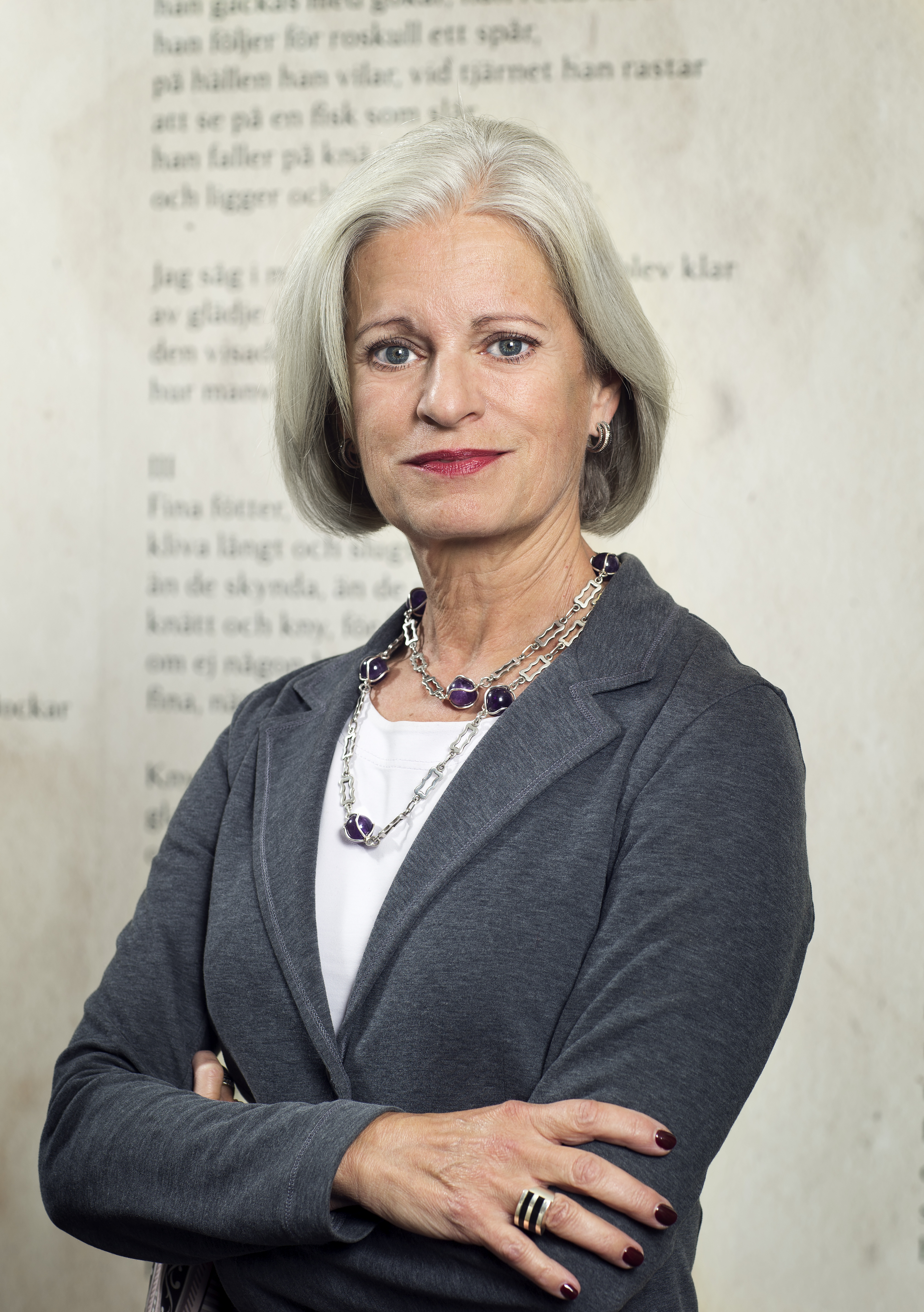
Maria Curman utsågs 1999 till verkställande direktör för Sveriges Television (foto från 2014).

### Anställningar på chefsposter
Efter kanalklyvningen 1969 intog fler kvinnor chefsposter. Andelen kvinnliga chefer inom Sveriges Television uppgick 1996 till 34 procent. Christina Jutterström blev 1973 Rapports inrikeschef och sedermera verkställande direktör för Sveriges Television 2001–06. Första kvinna på denna post var Maria Curman som utsågs 1999 men tvingade lämna 2001 eftersom hon ägde aktier i ett konkurrerande TV-bolag. Lena Wennberg blev chef för TV2:s Faktaredaktion 1974 och var kanslidirektör 1978–83 vid SVT. Hon deltog i arbetet med profileringen av TV2. Ingrid Dahlberg utsågs 1983 till chef för TV1-Teatern och 1986 för Kanal 1 Drama. 1988 blev Ewonne Winblad chef för Rapport efter en kort tid som programchef på Kanal 1. Åsa Edlund Jönsson blev 2016 SVT:s första kvinna som sportchef.

## TV från 1989 – public service i konkurrens

### I nya verksamheter
Kvinnor var väl etablerade inom Sveriges Television när dess monopol bröts i slutet av på 1980-talet. TV4 som startade sina sändningar den 15 september 1990 rekryterade framför allt sina medarbetare från SVT. Av Nyheternas 37 först anställda, där 14 av dessa var kvinnor, kom 22 från SVT. Man fortsatte i sina yrkesroller men utanför public service.
Nya verksamheter uppstod också i det förändrade medielandskapet. 1991 startade Annie Wegelius produktionsbolaget Wegelius Television, som blev först med att köpa utländska programformat och omvandla dem till svenska produktioner. Bolaget fungerade som en plantskola för många kommande svenska mediechefer. Annie Wegelius hade tidigare varit med om att starta TV3 i London, där hon åren 1986–1990 var kanalens första programchef.